# Andreas Cornelius (voetballer)
Andreas Cornelius (Kopenhagen, 16 maart 1993) is een Deens voetballer die doorgaans als aanvaller speelt. Hij verruilde Trabzonspor in augustus 2022 voor FC Kopenhagen. Cornelius debuteerde in 2012 in het Deens voetbalelftal.

## Clubcarrière
Cornelius komt uit de jeugdacademie van FC Kopenhagen. Hij debuteerde in de Superligaen op 9 april 2012 tegen Aarhus GF. Hij maakte zijn eerste doelpunt voor FC Kopenhagen op 15 juli 2012 in de openingswedstrijd van het nieuwe seizoen tegen FC Midtjylland. Onder trainer Ariël Jacobs scoorde Cornelius 18 doelpunten voor Kopenhagen in 2012-13 en werd daarmee topschutter van de Superligaen. In juli 2013 versierde hij een transfer naar Cardiff City, de transfersom bedroeg 8,7 miljoen euro. In januari 2014 keerde hij weer terug bij FC Kopenhagen. Hij verruilde die club in juli 2017 voor Atalanta Bergamo, dat hem in het seizoen 2018/19 aan Girondins de Bordeaux verhuurde. Na zijn terugkomst volgde in juli 2019 een verhuur voor twee seizoenen aan Parma. Dat verplichtte zich daarbij om hem daarna definitief in te lijven op basis van een contract tot medio 2024.

## Clubstatistieken
| Seizoen     | Club                 | Competitie     | Competitie | Competitie | Beker | Beker | Internationaal | Internationaal | Totaal | Totaal |
| Seizoen     | Club                 | Competitie     | Wed.       | Dlp.       | Wed.  | Dlp.  | Wed.           | Dlp.           | Wed.   | Dlp.   |
| ----------- | -------------------- | -------------- | ---------- | ---------- | ----- | ----- | -------------- | -------------- | ------ | ------ |
| 2011/12     | FC Kopenhagen        | Superligaen    | 2          | 0          | 0     | 0     | 0              | 0              | 2      | 0      |
| 2012/13     | FC Kopenhagen        | Superligaen    | 32         | 18         | 2     | 1     | 10             | 1              | 44     | 20     |
| 2013/14     | Cardiff City         | Premier League | 8          | 3          | 3     | 0     | —              | —              | 11     | 3      |
| 2013/14     | FC Kopenhagen        | Superligaen    | 13         | 5          | 3     | 1     | —              | —              | 16     | 6      |
| 2014/15     | FC Kopenhagen        | Superligaen    | 22         | 6          | 2     | 0     | 8              | 1              | 32     | 7      |
| 2015/16     | FC Kopenhagen        | Superligaen    | 26         | 5          | 5     | 0     | 0              | 0              | 31     | 5      |
| 2016/17     | FC Kopenhagen        | Superligaen    | 30         | 12         | 3     | 2     | 15             | 7              | 48     | 21     |
| 2017/18     | Atalanta Bergamo     | Serie A        | 23         | 3          | 4     | 1     | 3              | 2              | 30     | 6      |
| 2018/19     | Atalanta Bergamo     | Serie A        | 0          | 0          | 0     | 0     | 4              | 1              | 4      | 1      |
| 2018/19     | → Girondins Bordeaux | Ligue 1        | 20         | 3          | 4     | 0     | 5              | 0              | 29     | 3      |
| 2019/20     | → Parma              | Serie A        | 15         | 8          | 1     | 0     | –              | –              | 16     | 8      |
| Club totaal | Club totaal          | Club totaal    | 191        | 63         | 27    | 5     | 45             | 12             | 266    | 80     |

Bijgewerkt t/m 1 februari 2020

## Interlandcarrière
Cornelius debuteerde op 8 september 2012 in het Deens voetbalelftal, in een WK-kwalificatiewedstrijd tegen Tsjechië (0–0). In zijn derde interland, een oefeninterland op 26 januari 2013 tegen Canada, scoorde hij drie keer. Denemarken won in Tucson met 4-0. Bondscoach Åge Hareide nam Cornelius mee naar het WK 2018, zijn eerste eindtoernooi. Hierop kwam hij drie wedstrijden in actie.

## Erelijst
| Kampioen Superligaen | 3× | 2012/13, 2015/16, 2016/17 |
| Beker van Denemarken | 3× | 2014/15, 2015/16, 2016/17 |

Individueel
- Topscorer Superligaen 2012/13 (in dienst van FC Kopenhagen, 18 goals)